# Elizabeth Alexander

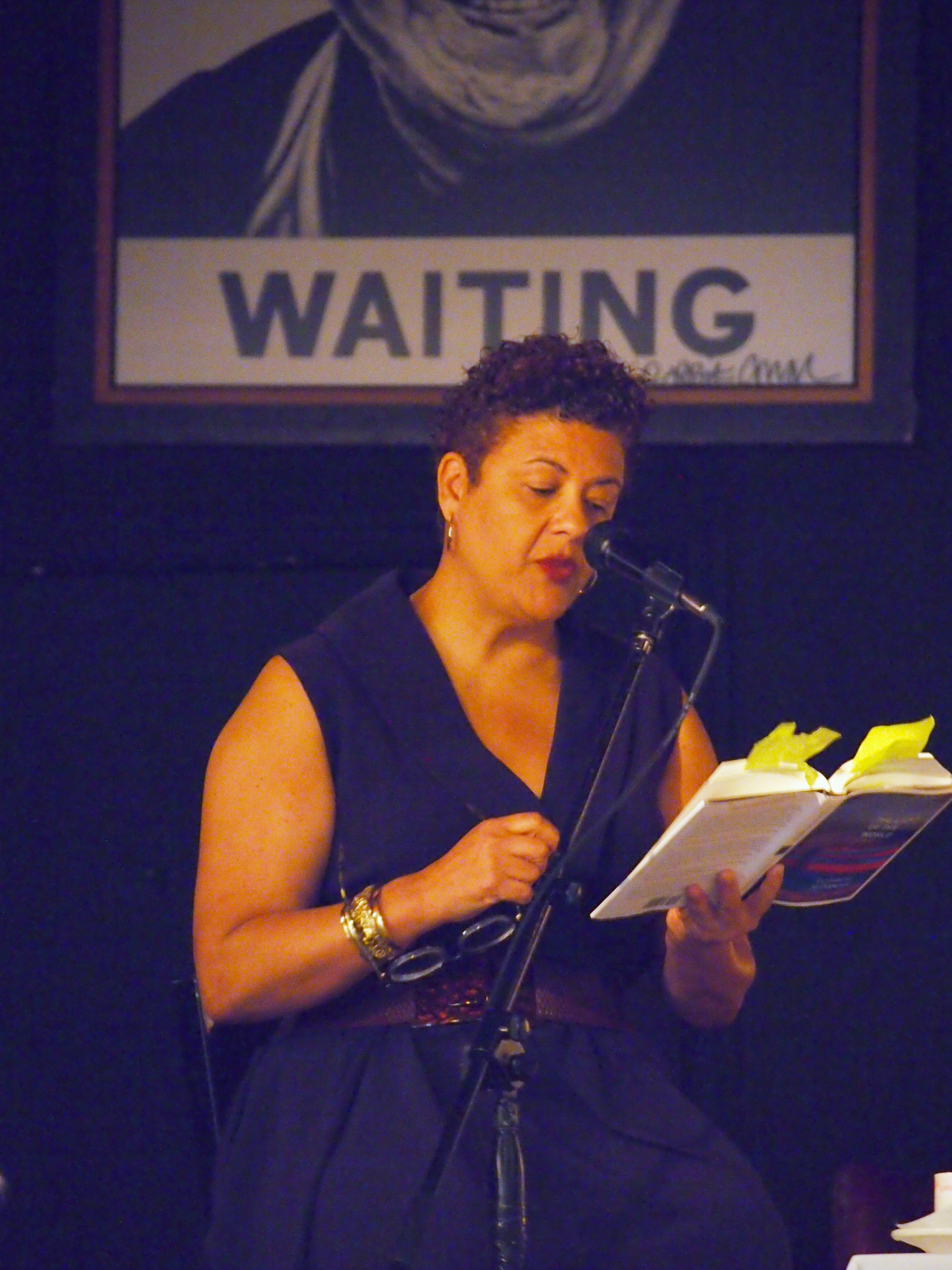
Elizabeth Alexander während einer Lesung im Mai 2015 in Washington, D.C.

Elizabeth Alexander (* 30. Mai 1962 in Harlem) ist eine amerikanische Dichterin, Essayistin und Dramatikerin. Seit 2018 ist Alexander Präsidentin der Andrew W. Mellon Foundation. Zuvor war sie 15 Jahre lang Professorin an der Yale University, an der sie Lyrik unterrichtete und die Abteilung für Afroamerikanische Studien leitete. 2016 wechselte sie als Wun-Tsun-Tam-Mellon-Professorin für Geisteswissenschaften an die Fakultät der Columbia University in die Abteilung für Anglistik und Vergleichende Literaturwissenschaft.

## Frühes Leben
Alexander wuchs in Washington, D.C. auf. Sie ist die Tochter des ehemaligen US-amerikanischen Secretary of the Army und Vorsitzenden der Kommission für Chancengleichheit Clifford Alexander Jr. und der Professorin für afroamerikanische Frauengeschichte an der George Washington University und Schriftstellerin Adele Logan Alexander. Ihr Bruder Mark C. Alexander war ein hochrangiger Berater der Präsidentschaftskampagne von Barack Obama und Mitglied des Übergangsteams des gewählten Präsidenten. Nach ihrer Geburt zog die Familie nach Washington, DC. Als Kleinkind wurde sie von ihren Eltern nach Washington mitgenommen, als Martin Luther King Jr. seine berühmte Rede I Have a Dream hielt. Alexander, die als Kind Ballettunterricht nahm, beschrieb, dass zu Hause das Thema Politik „sich im Trinkwasser befand“.
Sie wurde an der Sidwell Friends School ausgebildet und schloss 1980 ihr Studium ab. Es folgte ein Studium an der Yale University, dass sie 1984 mit dem Bachelor beendete. An der Boston University belegte sie einen Masterstudiengang beim Schriftsteller Derek Walcott Lyrik, den sie 1987 abschloss. Da Alexander die Werke von Walcott liebte, wurde sie von ihrer Mutter zu diesem Studium ermutigt. Alexander schrieb zunächst Romane. Nachdem Walcott Einblick in ihr Tagebuch bekommen hatte, erkannte er ihr Potential für die Poesie. Alexander sagte über dieses Erlebnis:

“He gave me a huge gift. He took a cluster of words and he lineated it. And I saw it.”

„Er hat mir ein riesiges Geschenk gemacht. Er nahm eine Gruppe von Wörtern und hat sie angeordnet. Und ich habe es gesehen.“

1992 promovierte Alexander an der University of Pennsylvania in englischer Sprache. Parallel zu ihrem Studium unterrichtete sie von 1990 bis 1991 am nahe gelegenen Haverford College. In dieser Zeit veröffentlichte sie ihren ersten Gedichtband The Venus Hottentot. Der Titel entstand in Anlehnung an die südafrikanische Sarah Baartman, eine Frau der Khoikhoi-Ethnie aus dem 19. Jahrhunter, die als Hottentot Venus in London auftrat. Alexander nahm an den Angeboten der Ragdale Foundation teil, die es sich zur Aufgabe gemacht hat, Arbeitsraum für Künstler verschiedener Fachrichtungen bereitzustellen.

## Nach dem Studium
Alexander war von 1984 bis 1985 in ihrer Zeit als Doktorandin für die Washington Post als Reporterin tätig, erkannte aber bald, dass dies nicht die Tätigkeit war, die sie ausführen wollte. Sie begann 1991 an der University of Chicago als Assistenzprofessorin für Englisch zu unterrichten. 1992 traf sie dort zum ersten Mal auf Barack Obama, dem zukünftigen Präsidenten der Vereinigten Staaten, der von 1992 bis zu seiner Wahl 2004 in den US-Senat als Dozent an der juristischen Fakultät der Universität tätig war. Im selben Jahr gewann sie ein Stipendium für kreatives Schreiben am National Endowment for the Arts.
1996 veröffentlichte Alexander den Gedichtband Body of Life sowie das Versstück Diva Studies, das an der Yale University uraufgeführt wurde. Sie war Gründungsmitglied der Cave Camen-Werkstatt, die die Entwicklung afroamerikanischer Dichter fördert. Ein Jahr später erhielt sie den Quantrell Award der University of Chicago für herausragende Leistungen in der Lehrtätigkeit, die sie im Grundstudium übernommen hat. Später zog sie nach Massachusetts, um am Smith College zu unterrichten. Sie erhielt die Auszeichnung Grace Hazard Conkling poet-in-residence und wurde als erste Person in die Funktion des Direktors des Poetry Centers berufen.
2000 kehrte sie nach Yale zurück und unterrichtete Afroamerikanistik und Englisch. Zudem veröffentlichte sie ihren dritten Gedichtband Antebellum Dream Book. 2005 wurde sie in die erste Klasse der Stipendiaten der Alphonse Fletcher Foundation gewählt. Von 2007 bis 2008 war sie wissenschaftliche Mitarbeiterin am Radcliffe Institute for Advanced Study Harvard.
2007 gewann Alexander den Jackson Poetry Prize, der in diesem Jahr erstmals verliehen wurde. Er wird von der gemeinnützigen Organisation Poets & Writers verliehen und ehrt „amerikanische Dichter mit einem außergewöhnlichen Talent, die auf diese Art eine breitere Anerkennung erlangen.“
Seit 2008 leitete Alexander an der Yale University den Lehrstuhl für Afroamerikanistik. Zudem unterrichtete sie englische Sprache und Literatur sowie afroamerikanische Literaturwissenschaft und Geschlechterstudie.
2015 wurde Alexander zur Kanzlerin der Academy of American Poets gewählt. Ein Jahr später wurde sie zur Wun Tsun Tam Mellon-Professorin für Geisteswissenschaften an der Columbia University ernannt. 2018 wurde sie mit dem Ehrendoktortitel „Doktor of Letters“ ausgezeichnet und im folgenden Jahr in die American Academy of Arts and Sciences aufgenommen. 2020 wurde Alexander in die American Philosophical Society gewählt.

## Arbeiten
Alexanders Gedichte, Kurzgeschichten und kritischen Texte wurden in zahlreichen Journalen, Zeitschriften und Zeitungen wie The Paris Review, American Poetry Review, The Kenyon Review, The Village Voice, The Women’s Review of Books und The Washington Post veröffentlicht. Für ihr Stück Diva Studies, das an der Yale School of Drama aufgeführt wurde, erhielt sie ein nationales Stipendium für kreatives Schreiben sowie einen Preis des Illinois Arts Council. Ihr 2005 erschienener Gedichtband American Subline war einer der drei Finalisten des im selben Jahr stattfindenden Pulitzer-Preises. Als Wissenschaftlerin für afroamerikanische Literatur und Kunst hat Alexander eine Sammlung von Aufsätzen mit dem Titel The Black Interior veröffentlicht. 2010 erhielt Alexander einen Anisfield-Wolf Book Award für ihr Lebenswerk in der Poesie.

### Amtseinführung von Barack Obama 2009
Am 20. Januar 2009 rezitierte Alexander als Inaugural Poet bei der Amtseinführung des amerikanischen Präsidenten Barack Obama ihr Gedicht Praise Song for the Day (Loblied für den Tag), das sie eigens zu diesem Anlass geschaffen hat. Sie war nach Robert Frost (1961), Maya Angelou (1993) und Miller Williams (1997) die vierte Dichterin, die bei einer Amtseinführung des Präsidenten las bzw. gelesen wurde. Die Dichter Maya Angelou, Rita Dove, Paul Muldoon und Jay Parini begrüßten die Auswahl Alexanders und bezeichneten ihre Kollegin als „smart, deeply educated in the traditions of poetry, true to her roots, responsive to black culture.“ („klug und tief in den Traditionen der Poesie erzogen, steht zu ihren Wurzeln und auf die schwarze Kultur reagierend.“) Die Poetry Foundation gratulierte mit den Worten „Her selection affirms poetry’s central place in the soul of our Country.“ („Die Berufung Alexanders bestätigt den zentralen Platz der Poesie in der Seele unseres Landes.“)
In der US-amerikanischen Zeitschrift The New Yorker schrieb Alexander im Januar 2017 über ihre Erfahrungen mit dem Vortrag bei der Amtseinführung. Sie erwähnte, dass sie ihren Vater, der im März 2016 an dem Marsch auf Washington für Arbeit und Freiheit teilnahm, gewinnen konnte, bei den Feierlichkeiten neben ihr zu sitzen. Bei den Proben las Alexander das Gedicht „Kitchenette Building“ (Küchengebäude) von Gwendolyn Brooks.

## Privates Leben
Henry Louis Gates Jr. von der Harvard University hat laut einer Untersuchung im Jahr 2010 für die PBS-Serie Faces of America herausgefunden, dass Alexander laut DNA-Analyse eine Cousine von Stephen Colbert, der ebenfalls Gast in der Sendung war, ist. Ihr Großvater väterlicherseits zog 1918 von Kingston in die USA. Der Stammbaum ihrer Mutter konnte bis zu 37 Generationen zurückverfolgt werden. Zu ihren berühmten Vorfahren gehören ihre 23. Urgroßmutter Joan, Prinzessin von England, die 24. Urgroßeltern, König Johannes I. von England und Clemence, Herrin des Königs. Ihr 37. Urgroßvater war Karl der Große, der erste Kaiser des Heiligen Römischen Reiches.
Alexander war mit Ficre Ghebreyesus verheiratet, der im April 2012 verstarb. Sie lebt mit ihren beiden Söhnen in New York City.

## Bibliografie

### Gedichtssammlungen
- The Venus Hottentot, University of Virginia Press, 1990 ISBN 978-0-8139-1264-6
- Antebellum dream book, Graywolf Press, 2001
- American Sublime, Graywolf Press, 2005, ISBN 978-1-5559-7432-9
- (Hrsg.) The Essential Gwendolyn Brooks, Library of America, 2005, ISBN 978-0-0609-3174-2
- Antebellum dream book, Graywolf Press, 2005, ISBN 978-1-5559-7354-4
- American Blue. Selected Poems, Bloodaxe Books 2006, ISBN 978-1-8522-4730-0
- Miss Crandall’s School for Young Ladies and Little Misses of Color. Poems. Wordsong, Honesdale, Pa. 2007, ISBN 978-1-5907-8456-3
- Praise Song for the Day. Graywolf Press, 2009, ISBN 978-1-5559-7545-6
- Crave Radiance. New and Selected Poems 1990 – 2010, Gray Wolf PR, 2010, ISBN 978-1-5559-7568-5
- Enid Shomer, Elizabeth Alexander, Doianne Laux, Denise Levertov, Adrienne Rich, Lucielle Clifton: All We Know of Pleasure: Poetic Erotica by Women, Carolina Wren Press 2018, ISBN 978-0-9321-1297-2

### Aufsätze und Einführungen
- Melvin Dixon: Love’s Instruments. Introduction by Elizabeth Alexander, Tia Chuca Press, Chicago 1995, ISBN 978-1-8826-8807-4
- The Black Interior, Graywolf Press, 2004, ISBN 978-1-5559-7393-3
- Power and Possibility. Essays, Reviews, and Interviews (Poets on Poetry), University of Michigan Press, Ann Arbor 2007, ISBN 978-0-4720-6937-8
- The Trayvon Generation. Grand Central, New York 2022, ISBN 978-1-5387-3789-7.

### Erinnerungen
- The Light of the World. A Memoir, Grand Central Publishing, New York 2015, ISBN 978-1-4555-9987-5
- Alexander, Elizabeth: Lottery tickets: mourning a husband.[27]

### Kritiken und Rezessionen
- How to remember. In: The Economist.[28]
- Andrea Gollin: Review. Elizabeth Alexanders ’The Light of the World’[29]